# Vardablur (Aragatsotn)
Pour l’article homonyme, voir Vardablur (Lorri).
Vardablur (en arménien Վարդաբլուր ; jusqu'en 1950 Jangi) est une communauté rurale du marz d'Aragatsotn, en Arménie. Elle compte 638 habitants en 2009.